# Бомбарда (инструмент)
Бомбарда (итал. bombarda, от лат. bombus — громовой звук, лат. ardere — гореть) — большой басовый музыкальный инструмент из семейства деревянных язычковых, предок фагота. Широко используется для воспроизведения традиционной бретонской музыки. Имеет вид прямой конической трубки, имеющей 7—9 игровых отверстий и воронкообразный раструб. Звукоряд — диатонический, тембр — грубый, невыразительный.

## Основные характеристики
Инструмент состоит из трех разборных частей:
- Двойная трость — источник звука; изготавливается из тростника.
- Вал или корпус — слегка конический, с игровыми отверстиями и клапанами на передней стороне. Изготавливается из твердой древесины: самшита, груши, розового или чёрного дерева.
- Раструб

Его звуковой диапазон ограничен двумя октавами плюс малая терция. Звук очень характерный и весьма мощный (более 100 дБ на расстоянии одного метра по оси корпуса).

## Разновидности

### Сопрано
Сопрано-бомбардами называются модели в тональности си-бемоль с двумя ключами (ля и ля-бемоль). Это наиболее распространенный тип бомбард в настоящее время.

### Альт
В ре или ми-бемоль. Последний используется в бретонских ансамблях англ. Bagad.

### Тенор
Звучание на октаву ниже, чем сопрано — си-бемоль. Этот тип используется почти исключительно в англ. Bagad.